# Milano
Milano este principalul oraș din Italia de nord. Se află pe câmpiile Lombardiei, una dintre cele mai dezvoltate regiuni urbane ale Italiei. Milano este de asemenea recunoscut ca una din capitalele modei și design-ului, metropola Lombardiei fiind faimoasă prin casele de modă și cochetele ei magazine, cum ar fi cele de pe via Montenapoleone sau din renumita Galleria Vittorio Emanuele II din Piazza Duomo (considerată a fi cel mai vechi shopping mall al lumii). Orașul a găzduit World Exposition 1906 și și-a anunțat disponibilitatea de a fi gazda Universal Expo în 2015. Locuitorii din Milano sunt cunoscuți sub numele de Milanesi sau, informal, Meneghini sau Ambrosiani.

## Demografie
Municipalitatea (Comune di Milano) are aproximativ 1,3 milioane locuitori. Populația din zona urbană, care coincide cu Provincia Milano se ridică conform unei estimări din 2023 la 3.229.648 locuitori, în timp ce zona metropolitană însumează peste 8.220.170 milioane rezidenți, constituind deci cea mai densă populație din Italia, deși suprafața sa este relativ mică, nereprezentând decât a opta parte din cea a capitalei Roma. Acest fapt se datorează în principal unei dezvoltări vertiginoase a bogatei zone agricole Lombardia. Aglomerația urbană se centralizează în jurul orașului Milano, extinzându-se totuși și în zonele limitrofe, inclusiv în unele din teritoriile Elveției - în sudul Cantonului Ticino, deși aceasta nu implică nici un fel de unitate administrativă.
Milano - evoluția demografică

|  | Graficele sunt indisponibile din cauza unor probleme tehnice. Mai multe informații se găsesc la Phabricator și la wiki-ul MediaWiki. |

Date: Recensăminte sau birourile de statistică - grafică realizată de Wikipedia

## Etimologie
Numele celtic dat de Isubri acestei așezări nu este atestat, cunoscută fiind numai denumirea sa romană - Mediolanum. Milano provine așadar din denumirea în latină, mediolanum, cu înțelesul de în mijlocul câmpului, de unde a fost  preluat în limba româna arhaică sub forma de Mediolan. Numele german al orașului este Mailand, pe când în dialectul local din Lombardia vestică localității i s-a păstrat o denumire cu o pronunție similară celei franceze - Milán.

## Istorie

### Antichitatea
Orașul a fost fondat de celții din Italia de nord în jurul anului 400 î. Hr. fiind cucerit de către romani în jurul anului 222 î. Hr., care i-au dat numele de Mediolanum. După câteva secole de dominație romană Milano a fost declarat capitală a  Apus de către Împăratul Dioclețian în anul 293 d.Hr. Dioclețian alege însă să rămână în capitala Imperiului Roman de răsărit Nicomedia, Maximinian fiind cel ce va prelua partea de apus a imperiului. Maximinian se dedică unei refaceri integrale a imaginii cetății, construid aici monumente și palate impresionante cum ar fi: un mare circ (470x85 metri), termele Erculee, un complex de palate imperiale,etc. Prin Edictul de la Milano din 313 împăratul Constantin I a garantat libertatea religioasă creștinilor. Orașul a fost cucerit de vizigoți în 402, reședința imperială fiind mutată la Ravenna. Cincizeci de ani mai târziu (452) hunii au atacat așezarea, ca după aproape un veac în 539, orașul să fie cucerit și devastat de ostrogoți în așa-zisul Război gotic împotriva Bizațului condus de Împăratul Justinian I. În 774 Milano făcea parte din Imperiul Franc ca ulterior să fie integrat Sfântului Imperiu Roman.

### Evul Mediu
În perioada evului mijlociu, Milano a prosperat ca centru comercial datorită controlului său asupra bogatelor câmpii ale celui mai lung râu al Italiei Po și asupra rutelor alpine. În 1162 o parte importantă a orașului a fost distrusă în timpul războiului de cucerire dus de Frederick I Barbarossa împotriva lombarzilor. După fondarea Ligii Lombarde în 1167 Milano a preluat conducerea acestei alianțe.  Ca rezultat al independenței câștigate de către orașele lombarde prin Pacea de la Constance în 1183, Milano a devenit ducat.În timpul epidemiei de  Ciumă în 1349 Milano a fost unul dintre puținele locuri din Europa care nu a fost atins de această boală.  În 1395, Gian Galeazzo Visconti devine duce de Milano. În 1450 , Milano trece sub autoritatea Casei de Sforza, care a făcut din Milano un oraș-lider al Renașterii. Ducii din familiile Visconti și Sforza au avut sub protecția lor artiști ca Leonardo da Vinci și Bramante ce au conturat renumele acestei metropole, dându-i o valență mondială.

### Perioade de dominație a orașului
După încercarea de a cuceri restul Italiei de nord în secolul XV, Milano a fost cucerit de Franța, și apoi de Spania, la începutul secolului XVI în următoarele circumstanțe: regele francez Ludovic al XII-lea a ridicat mai întâi pretenții asupra ducatului în 1492. În acel timp orașul Milano era apărat de mercenari elvețieni. După victoria acestuia asupra Elveției în Bătălia de la Marignano, ducatul a fost promis regelui francez Francisc I. Când Carol al V-lea de Habsburg l-a învins la rândul său pe Francisc I în Bătălia de la Pavia în 1525, nordul Italiei, inclusiv Milano, a trecut în posesia Casei de Habsburg. În 1556, Carol al V-lea a abdicat în favoarea fiului său Filip al II-lea și a fratelui său Ferdinand I. Posesiile italiene ale lui Carol, inclusiv Milano, au trecut astfel în posesia lui Filip al II-lea și liniei spaniole a familiei de Habsburg, în timp ce ramura austriacă a familiei, descendenți ai lui Ferdinand, au domnit peste Sfântul Imperiu roman.
Cu toate acestea, în 1700 ramura spaniolă a casei de Habsburg s-a stins prin încetarea din viață a celui din urmă descendent al acesteia Carol al II-lea. Faptul a declanșat în 1701 Războiul de succesiune din Spania, care a condus la ocupația posesiunilor spaniole de către trupele franceze, tactică ce avea ca scop impunerea lui Filip de Anjou pe tronul Spaniei. În 1704, francezii au fost învinși la Ramillies și Turin și forțați să cedeze nordul Italiei habsburgilor austrieci. În 1713, Tratatul de la Ultrecht a confirmat oficial suveranitatea Austriei asupra celor mai multe dintre posesiunile Spaniei, inclusiv asupra Lombardiei și capitala acesteia Milano. Astfel în secolul XVIII Austria a înlocuit Spania în dominația asupra Milano-ului, însă după Revoluția franceză și Războaiele napoleonice orașul va deveni unul dintre centrele cele mai importante ale naționalismului italian, revendicând independanța și unificarea Italiei.

### Secolul XIX
Napoleon a cucerit Lombardia în 1796. El a fost încoronat "rege al Italiei în Domul din Milano și orașul a fost declarat capitala Republicii Crisalpine. Congresul de la Viena (1815) a înapoiat Lombardia, inclusiv Milano Austriei. În această perioadă, a devenit centrul operei lirice. Aici a scris Mozart trei dintre lucrările sale și în doar câțiva ani La Scala a devenit teatru de referință în întreaga lume. Premiere ale unor compozitori de excepție  ca Verdi (care se odihnește acum într-un prețios institut "Casa di Riposo per Musicisti", dăruit lui de către reprezentanții acestui oraș), Bellini, Donizetti, Rossini au purtat numele acestei prestigioase instituții peste hotarele Italiei. În 1848 însă milanezii se revoltă împotriva dominației austriece, determinându-l pe Mareșalul Radetzky să se retragă temporar din oraș. În ciuda așteptărilor , după ce a învins forțele italiene la 24 iulie la Custoza,Radetzky a reușit să restabilească controlul austriac asupra orașului Milano și asupra nordului Italiei. În 1859 (după al doilea din Războaiele italiene de independență) dominația austriacă a fost înlăturată de către naționaliștii italieni susținuți de Regatul Sardinia (care a fost rebotezat Regatul Italiei în 1861).Unificarea politică a Italiei a cimentat dominația comercială a orașului Milano asupra nordului Italiei. Ea a condus de asemenea la construirea unei bogate rețele de căi ferate care a făcut din acest oraș un nod feroviar de o importanță unică în zonă. O industrializare rapidă a făcut din regiunea aceasta un lider pe plan național. În același timp Milano domina sfera financiară a Italiei prin băncile sale, conturându-se și pe acest plan drept centru de primă mărime. Dezvoltarea economică a orașului a adus cu sine și o creștere rapidă a populației dublată de extinderea granițelor sale la sfârșitul secolului al XIX-lea și începutul secolului XX.

### Secolul al XX-lea
În 1919, Benito Mussolini a organizat Cămășile Negre, care au format nucleul Mișcării Fasciste Italiane în Milano. În 1922 Mussolini și-a început Marșul spre Roma din Milano. Din această cauză, Milano a suferit pagube inestimabile cauzate bombardării orașului de către armatele engleze și americane, în timpul celui de-al II-lea război mondial.
Între anii 1950 - 1960 mii de italieni, proveniți mai ales din sudul Italiei, s-au mutat în Milano să-și caute de lucru, ceea ce a condus la o dezvoltare rapidă a economiei și la o creștere a populației ce a atins cifra de vârf de 1,723,000 în 1971. Acest exces de populație va fi însă absorbit de suburbii și de micile orașe din împrejurimi între anii '70 - '80. Totuși populația orașului s-a stabilizat după această perioadă critică , consemnându-se chiar ușoare creșteri ale acesteia până în 2001.

## Climă
Milano este clasificat ca climă continentala umedă. În contrast cu cea mai mare parte din restul Italiei, care este faimoasă pentru blânda sa climă mediteraneeană, iernile milaneze sunt umede și reci, în timp ce verile sale sunt foarte umede și fierbinți. Temperaturile medii în oraș  sunt de -2/+5 °C în ianuarie și de +19/+29 °C în iulie. Căderile de zăpadă sunt frecvente, uneori ajungând până la 40 cm pe an. Umiditatea este chiar ridicată de-a lungul întregului an și căderile de precipitații anuale ating o medie de 1000 mm. Într-o imagine stereotipă, orașul este adesea învăluit în ceața caracteristică bazinului râului Po, deși îndepărtarea culturilor de orez de aici și reducerea nivelului poluării a redus acest fenomen în ultimii ani.

## Turism

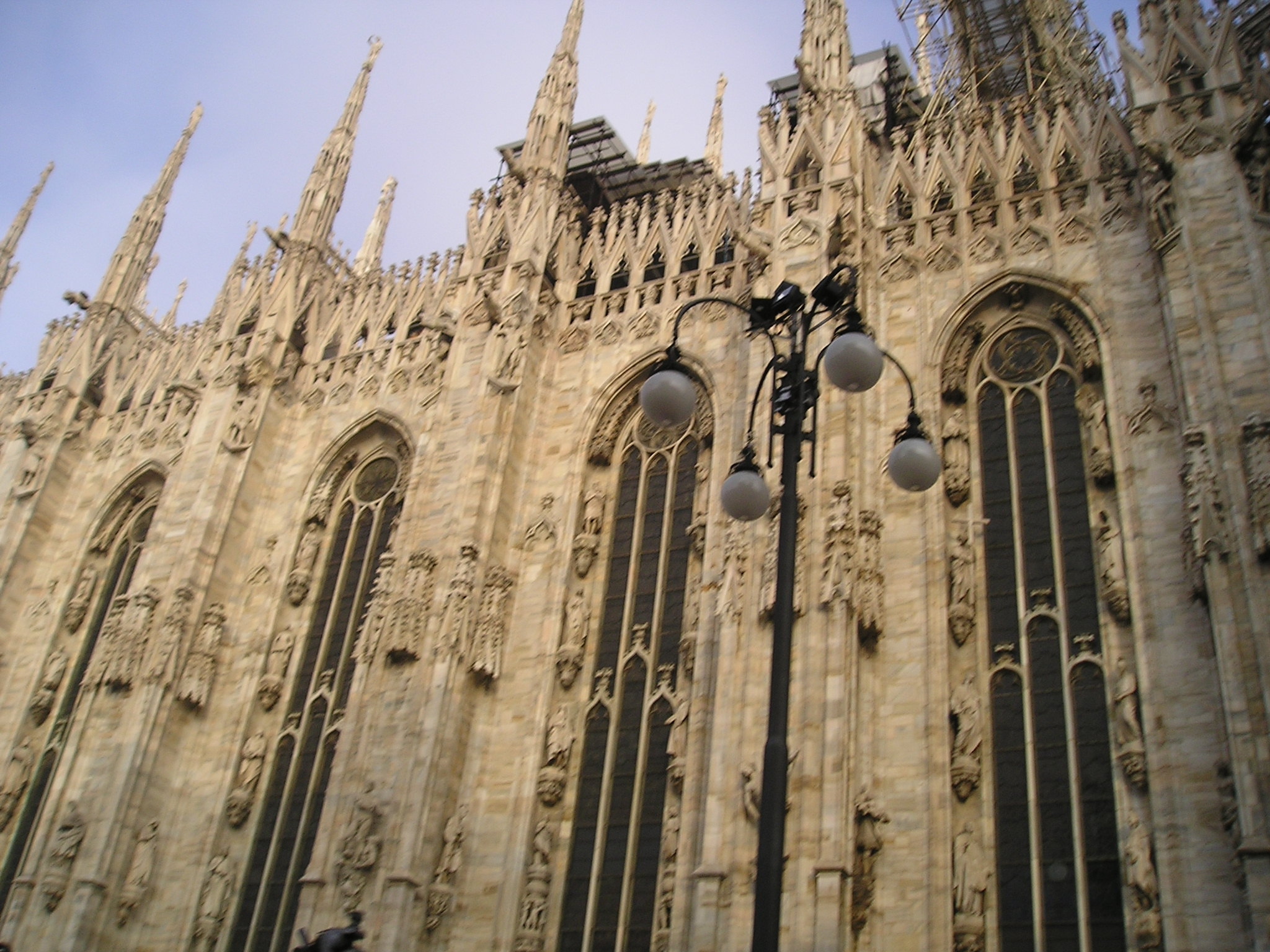
Turnurile faimosului Dom din Milano

Datorită patrimoniului său cultural de mare valoare, Italia fiind țara cu cele mai multe monumente intrate în patrimoniul universal din lume (43), Milano beneficiază din plin și de această oportunitate fiind vizitat anual de mii de turiști. Alte puncte forte ale Italiei care o plasează pe o poziție favorabilă în ceea ce privește competitivitatea sa pe plan turistic sunt igiena și sănătatea, unde a fost clasată pe locul 5 în clasificarea TTCI și infrastructura sa, pentru care ocupă locul al 8-lea. Totuși competitivitatea turistică a Italiei suferă din cauza unor segmente mai puțin performante, cum ar fi regulile și reglementările politice, unde ocupă un modest loc -70- în clasificarea TTCI din 2007, ceea ce o plasează sub nivelul celor mai multe state din Europa. Regulile și reglementările respective impun restricții foarte severe referitoare la dreptul de  proprietate al străinilor (unde Italia este plasată pe locul 103 din 120) și restricționează investiția străină directă (101). Există de asemeni motive de îngrijorare în ceea ce privește siguranța și securitatea (53). În ce privește infrastructura transportului în comun, Italia este de asemeni modest plasată ,mai ales în ceea ce privește calitatea căilor ferate (49) și a porturilor (77). De asemeni turismul nu constituie o prioritate pentru guvernarea actuală (calificată fiind pe locul 92 din acest punct de vedere).

### Repere culturale și obiective turistice
- Domul din Milano, a doua biserică ca mărime din Italia și a treia din întreaga lume, adăpostește cea mai mare colecție de statui de marmură de pe mapamond și este încununată de chiar simbolul orașului - Madunina (mica Madonă), ce ne privește din cel mai înalt punct al domului
- Biserica Romanesque a Sant' Ambrogio (a Sfântului Ambrozie, patronul spiritual al orașului)
- Biserica „Santa Maria delle Grazie” (unde se află celebra frescă Cina cea de Taină a lui Leonardo da Vinci). Biserica și Mănăstirea dominicană „Santa Maria delle Grazie” au fost înscrise în anul 1980 pe lista patrimoniului cultural mondial UNESCO.
- Castelul Sforzesco
- Bazilica San Lorenzo
- Biblioteca Ambroziană, ce conține desene și notițe ale celebrului Leonardo Da Vinci, pe lângă multitudinea de alte manuscrise, note și schițe, ea constituind o arhivă de valoare inestimabilă pentru întreaga Europă

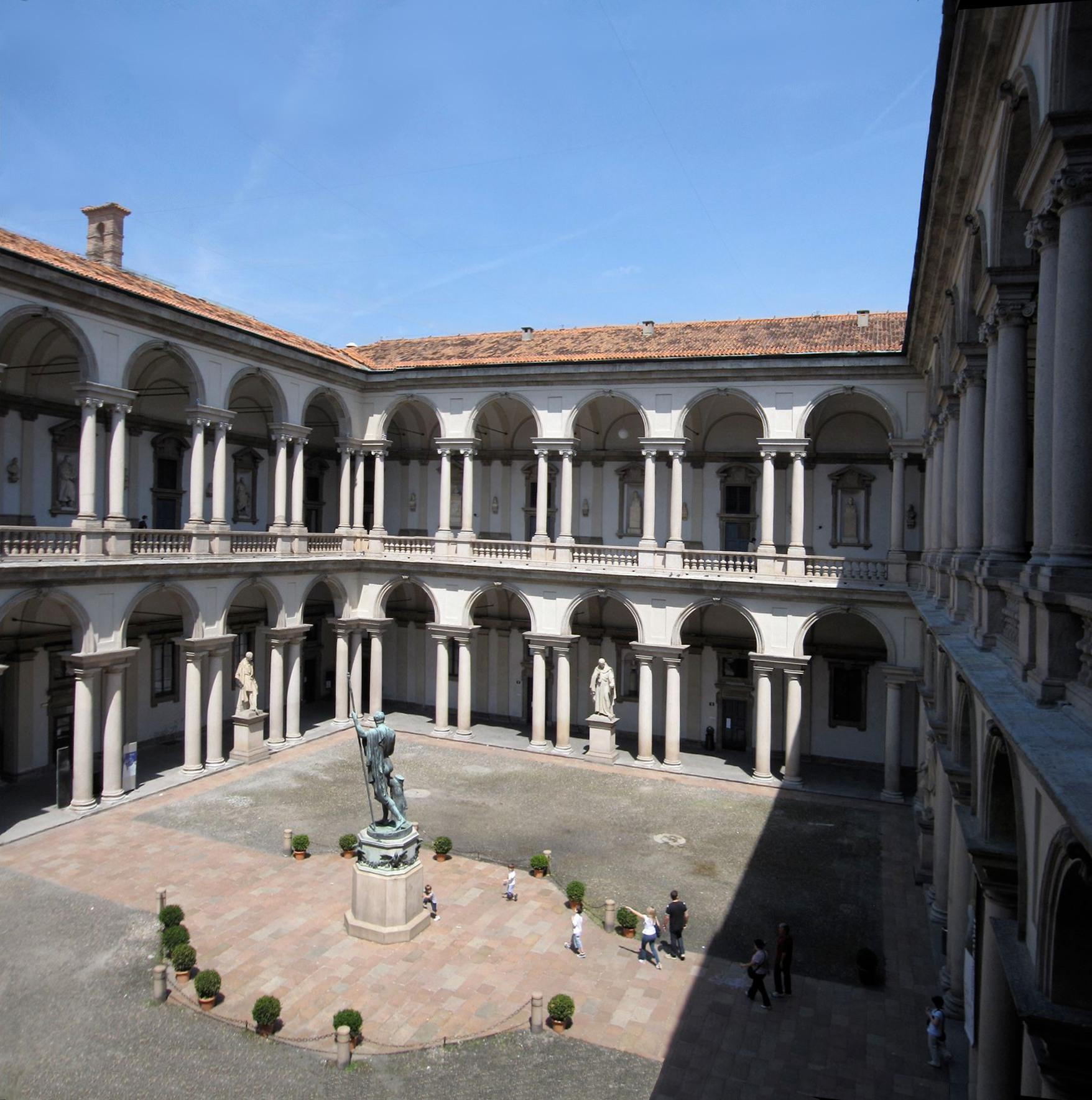
Pinacoteca di Brera

- Pinacoteca di Brera, Pinacoteca Ambroziana, muzeele Poldi-Pezzoli și Bagatti Valsecchi și galeriile Muzei del Castello, care adăpostesc un mare număr de capodopere de artă
- Gara Centrală

Milano este cel mai important oraș din lume în privința Operei lirice, cu faimosul său Teatro alla Scala (Teatrul La Scala).

## Religie

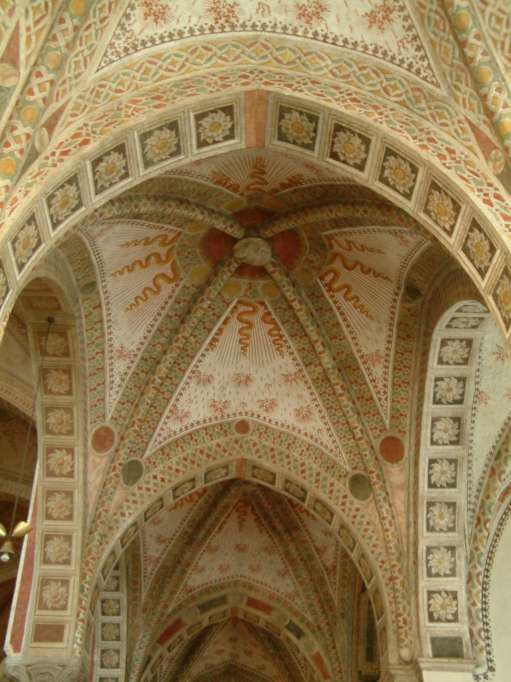
Cupola Bisericii Santa Maria delle Grazie

La Milano își are sediul Arhidieceza de Milano, una din cele mai vechi episcopii romano-catolice. Populația orașului este majoritar catolică. Alte religii practicate sunt budismul, iudaismul, islamismul și protestantismul.
Ritul Ambrozian
Milano are propriul său rit catolic, ritul ambrozian, datorat sfântului Ambrozie. Acest rit diferă puțin de ritul catolic tradițional (cel Roman, practicat în toate celelalte regiuni din vest), variind în celebrarea liturghiei și a mesei, ca și în ceea ce privește calendarul. Ritul ambrozian mai este practicat și în alte localități din Lombardia, precum și în Elveția și cantonul Ticino.

## Economie
Milano este unul dintre centrele financiare și comerciale de primă importanță ale lumii. În oraș își are sediul Bursa Italiană. Conducerea băncii Unicredit se alfă de asemenea la Milano.
Orașul mai este renumit datorită companiei Alfa Romeo, precum și pentru producția de mătase și pentru faptul că aici își desfășoară activitatea unii din liderii mondiali în modă și design. Alte firme de marcă, cum ar fi Motta, Alemagna, Pirelli, conturează la rândul lor imaginea economică a acestui oraș. Poziția sa managerială în întreaga zonă - Lombardia -, fondată în anii 1950 -1960, când baza industrială a metropolei s-a extins în întreaga vecinătate, îi asigură în continuare o poziție de excepție și pe plan regional.
Fiera Milano - centru  și complex expozițional, deschis în 2005 - confirmă încă o dată capacitatea economică notabilă a acestui oraș prin însăși poziționarea sa pe primul loc în lume.

## Tendințe și proiecte
În prezent Milano este definit printr-o arhitecură și un design urban renașcentist. Prin multe dintre proiectele actuale se urmărește reabilitarea zonelor industriale periferice, vizându-se cartiere întregi. Exemple ce ilustrează această tendință sunt: construcțiile anexe obiectivului Teatro alla Scala, CityLife proiectat în spațiul alocat „bătrânei fiera“, Librăria Europeană, noul cartier Santa Giulia și Porta Nuova proiectată în zona „Garibaldi-Republica“. În reconstrucția noului Milano sunt angajați arhitecți de renume ca Renzo Piano, Norman Foster, Zaha Hadid, Massimiliano Fuksas și Daniel Libeskind. Aceste moderne siluete vor domina vestitul oraș cu „înălțimile“ lui de altă dată - Domul și Turnul Pirelli.

## Educație
Orașul Milano se remarcă și prin numărul mare de universități și instituții de învățământ superior. În continuare sunt amintite câteva dintre acestea:
- Academia de Artă Brera (în italiană: Accademia di Belle Arti di Brera)
- Conservatorio Superiore „G.Verdi“ di Milano
- Instituto Marangoni
- I.S.E.F.
- L.U.C. Beato Angelico
- Politecnico di Milano
- Scuola Politecnica di Design
- Scuola Superiore di Direzione Aziendale - Bocconi
- Università Bocconi
- Università Cattolica del Sacro Cuore
- Università C.Cattaneo L.I.U.C.
- Università I.U.L.M.
- Università Statale
- Università Statale Milano-Bicocca
- Università Vita-Salute San Raffaele

## Transport

### Aeroporturi
Milano are un aeroport internațional (Aeroportul Internațional Milano-Malpensa) (MXP), care se află în apropiere de Varese, Italia, de unde au loc zboruri și spre aeroporturile din București, Cluj-Napoca și Timișoara. Aeroportul este situat în apropiere de orașele industriale Busto Arsizio și Gallarate. "Malpensa Express" face legătura între aeroport și oraș (de la stația Cadorna). Design-ul aeroportului Malpensa a fost realizat de reputatul Ettore Sottsass.
Mai există două aeroporturi deschise doar pentru traficul european: Aeroportul Linate (LIN), aflat în limitele actuale ale orașului ( deservit de linia de autobuz 73 - de la stația Babila), și Aeroportul Internațional Orio al Serio în Bergamo.

### Metrouri, troleibuze și autobuze
Tramvaiul clasic introdus la începutul secolului XX (1920) mai circulă încă și astăzi pe străzile aglomerate ale metropolei păstrând acea imagine desuetă a unui oraș de altă dată.
Milano mai are cinci linii de metrou (M1-de culoare roșie, M2-verde, M3-galben, M5-violet (cu stație la stadionul San Siro - Giuseppe Meazza) și M4-albastru (cu stație la aeroportul Linate) ) și un sistem specific numit Milan Metro - „M“, ce se deplasează peste 100 km . Mai există și „Metrò S.Raffaele“ ce leagă Spitalul San Raffaele de stația Cascina Gobba.
Sistemul de tramvaie din Milano este de asemeni cotat ca fiind unul dintre cele mai extinse din lume, el având 19 de linii ce însumează o lungime de 1600 km.
În acest oraș se poate circula și cu troleibuzul. Există 4 linii, iar flota include zece troleibuze „Cristalis“ prevăzute cu aer condiționat.
În afara acestora metropola mai este deservită de un număr de 93 de autobuze, ce acoperă peste 1,070 km.

### Trenuri

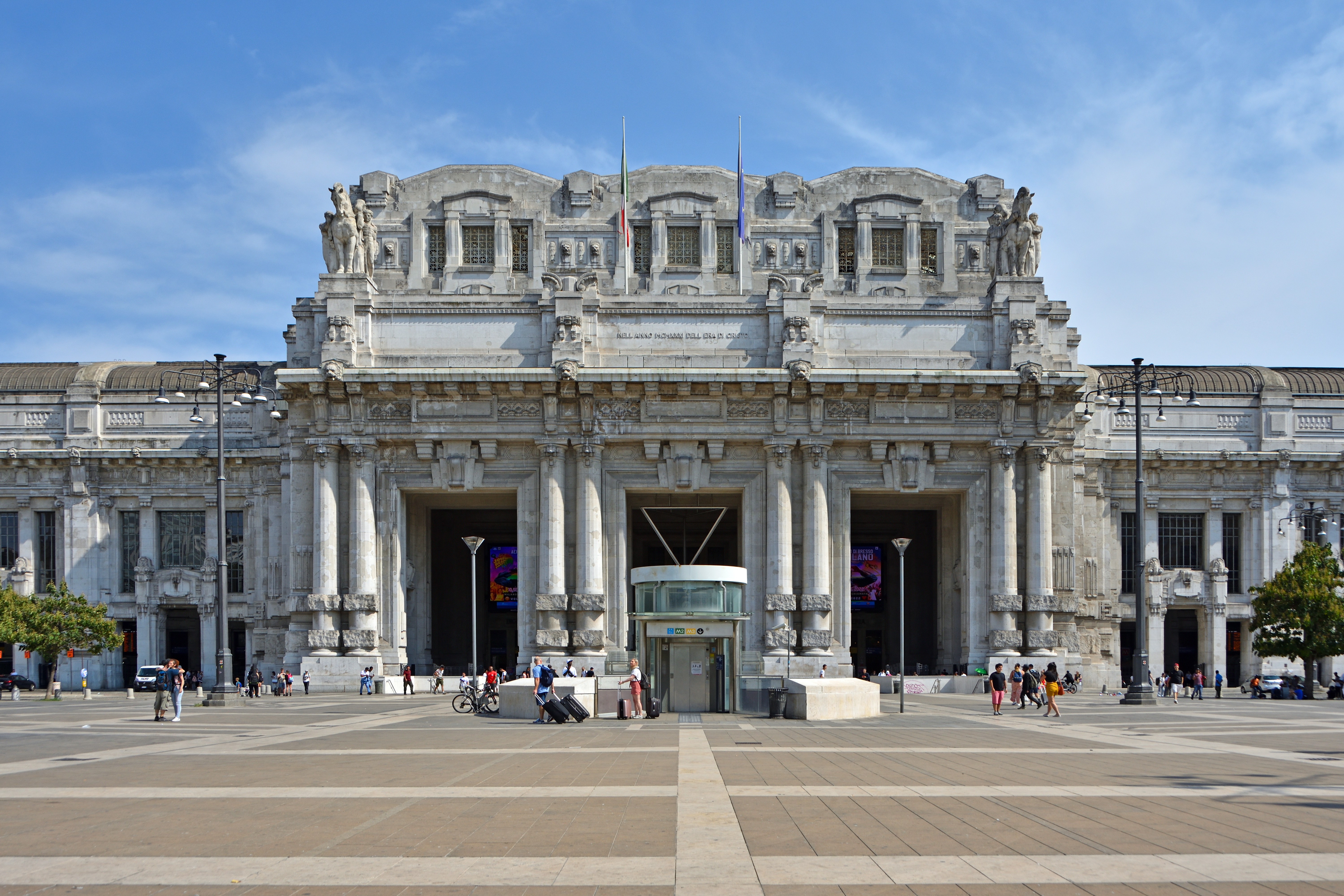
Gara Milano Centrale

Milano este al primul nod de cale ferată al Italiei, și cele cinci gări de primă importanță ale orașului sunt printre cele mai aglomerate din Italia. Prima cale ferată construită în Milano a fost cea care face legătura cu Monza, dată în folosință în 1840.
Linii de mare viteză sunt în construcție în întreaga Italie. În Milano gările pentru TAV (Treni ad alta Velocità) vor fi la:
- Milano Rogoredo
- Milano Certosa și Milano / Rho Fiera (pentru vest)
- Milano Pioltello (pentru Veneția și Trieste)

### Seviciul de cale ferată metropolitan regional
Seviciul de cale ferată care deservește suburbiile „S“ (similar celor din Franța și Germania) se compune momentan din opt linii suburbane, urmând să se construiască altele zece până în 2008. Ele conectează Milano la orașe ca Como și Varese. Serviciul de cale ferată regional („R“), în schimb leagă orașul de restul Lombardiei și de rețeaua națională. „Passante ferroviario“ este un metrou ce deservește câteva linii „S“, asemănându-se foarte mult celorlalte linii de metrou (cum de altfel este marcat și pe hartă), numai că face conexiunea cu rețelele LeNord și Trenitalia.

### Taxi
Milano este deservit de un serviciu privat de taxiuri, companiile obținându-și licența de la „Comune di Milano“. Toate taxiurile sunt aici de culoare albă. Prețurile se stabilesc în funcție de distanța parcursă și de timpul scurs. Deoarece numărul de licențe acordate este foarte scăzut, prețurile sunt foarte mari (mult mai ridicate decât de exemplu în New York). De asemeni este dificil să găsești un taxi la ore de vârf.

## Sport
- Orașul a găzduit pe lângă alte evenimente  Cupa mondială FIFA în 1934 și 1990, precum și Campionatul European de Fotbal UEFA în 1980.

Fotbalul este cel mai popular sport în Milano și aici se regăsesc două dintre cele mai faimoase echipe de fotbal din lume, AC Milan și Internazionale Milano F.C.. Primul este cunoscut sub denumirea de „Milan“ (accentul se pune pe prima silabă), iar cel din urmă sub cea de „Inter“. Milano este singurul oraș din lume ale cărui echipe au câștigat atât Cupa Europeană cât și Cupa Intercontinentală. Ambele echipe au jucat la Giuseppe Meazza – Stadionul San Siro  (85,700). Mulți dintre cei mai buni jucători italieni s-au născut în Milano, în regiunile învecinate, sau în Lombardia: Valentino Mazzola,Paolo Maldini, Giuseppe Meazza, Giacinto Facchetti, Luigi Riva, Gaetano Scirea, Giuseppe Bergomi, Walter Zenga, Antonio Cabrini, Roberto Donadoni, Gianluca Vialli, Silvio Piola, Giampero Boniperti, Gabriele Oriali, Giovanni Trapatoni și Franco Baresi ca și mulți alții.
- Renumitul circuit de Formula 1 de la Monza,care se desfășoară în suburbiile orașului, este unul dintre cele mai vechi circuite de Formula 1 din lume. Capacitatea pentru circuitul F1 este în prezent de 137,000 spectatori, deși în 1950 tribunele aveau o capacitate de peste 250,000 locuri. A găzduit un circuit F1 aproape în fiecare an de la deschidere, excepție făcând anul 1980.
- Olimpia Milano este o echipă de baschet milaneză de succes. Este cea mai importantă echipă italiană și una dintre primele 5 în Europa. Olimpia a evoluat la Forum (capacitate 14,000 locuri).
- Rhinos Milano American Football Club este cel mai vechi club de fotbal american din Milano și a câștigat patru super-cupe italiene. Ei sunt unul dintre cele cinci cluburi fondatoare ale ligi fotbalului italian.
- CUS Milano Baseball este clubul cel mai vechi de baschet al Italiei și a câștigat opt Scudetti italiene.
- Amatori Rugby Milano a câștigat 18 campionate naționale și este cea mai reputată echipă de rugby italiană.
- Diferite echipe de hockey pe gheață din Milano au câștigat 30 de campionate naționale. Vipers Milano a câștigat ultimele 5 campionate naționale, Alpenliga și mai multe Coppa Italia, și sunt liderii sportului acesta în Italia. Ei joacă la stadionul Agora (capacitate 4,500 locuri) în timpul sezonului de hockey și la Forum în extrasezon.
- În fiecare an Milano găzduiește „Trofeul Bonfiglio”  cel mai important turneu de tenis pentru tineret din lume, care se desfășoară la Clubul de Tenis Milano. Capacitatea terenului de tenis central este de 8000 locuri. Printre laureați se găsesc : Tacchini, Jan Kodes, Adriano Panatta, Corrado Barazzutti, Moreno, Björn Borg, Smid, Ivan Lendl, Guy Forget, Jim Courier, Goran Ivanišević, Yevgeny Kafelnikov, și Guillermo Coria.
- Miracolul Milano s-a petrecut aici în WWE, când un jobber pe nume Santino Marella l-a învins Samoana Bulldozer Umaga în cadrul Campionatului Intercontinental.

Milano și Lombardia și-au depus candidatura pentru Jocurile Olimpice de Vară din 2020 („Milan-Lombardia 2020“).

### Stadioane
- Autodromo Nazionale Monza-cursă de mașini și motociclete-137,000
- San Siro-numai pentru fotbal; Milan și Inter-85,700
- Arena Civica-atletism, fotbal, rugby, fotbal american-30,000
- Brianteo - atletism, fotbal-18,568
- Ippodromo del Trotter - curse de cai-16,000
- Ippodromo del Galoppo - curse de cai-15,000
- Forum di Assago - baschet, hockey pe gheață, voleibal, muzică-13,000-16,000
- MazdaPalace - baschet, volei-13,500
- Velodromo Vigorelli - ciclism, fotbal american-12,000
- PalaLido - baschet-5,000
- Agorà - hockey pe gheață - 4,000
- Nuovo Giuranti - rugby - 4,000

Mai există și alte stadioane și spații multiutilizabile localizate în zona metropolitană, cel mai mare fiind Stadionul Monza Brianteo (18,000 de locuri), PalaDesio (10,000) și Stadionul Geas (8,500).

## Comunicații și Media
Milano este baza de operare pentru multe servicii și societăți de comunicații locale și naționale, cum ar fi ziare reviste, stații de transmisie TV și radio.

#### Ziare
- Corriere della Sera
- Il Giorno
- Il Giornale
- Libero
- Il Sole 24 Ore
- Milano Finanza
- La Padania
- La Gazzetta dello Sport(numai sport)

#### Reviste
- Panorama(săptămânal)
- La Settimana Enigmistica
- Abitare(arhitectură&design-lunar)
- Casabella(arhitectură&design-lunar)
- Domus(arhitectură&design-lunar)

## Specialități culinare
Ca multe dintre orașele Italiei, Milano și împrejurimile sale au o artă culinară proprie. Arta culinară milaneză include cotoletta alla milanese (despre care unii spun c-ar proveni din Austria și că n-ar fi altceva decât celebrul „Wienerschnitzel“/șnițel vienez). Tot din specificul acestei zone face parte și cassoeula (un cotlet înăbușit cu varză de Savoia și sos de tomate), ossobuco (cotlet cu sos de tomate și lămâie), risotto alla milanese (o specialitate din carne de vită asezonată cu șofran și cu vin alb), busecca (cotlet cu sos de tomate și fasole), și brasato (cotlet de vită sau porc cu vin și cartofi). În funcție de sezon bucătăria milaneză mai include și diferite produse de patiserie cum ar fi chiacchiere (desert dintr-un aluat de formă plată prăjit), tortelli (desert dintr-un aluat de formă sferică prăjit), colomba (prăjituri glazurate sub formă de porumbei-specialități pentru paști), pane dei morti (prăjituri aromate cu scorțișoară preparate  de Paștele Morților) și panettone (specialități servite de Crăciun). Salame milanese este un salam tipic milanez foarte condimentat, adesea servit rece, în felii foarte subțiri. Cea mai bună brânză milaneză este gorgonzola.

## Personalități
- Leonardo da Vinci (1452 - 1519), reprezentant de seamă al Renașterii
- Donato Bramante (1444 - 1514), pictor, arhitect
- Maria Callas (1923 - 1977), soprană.

### Personalități născute aici
- Giuseppe Arcimboldo (1527 - 1593), pictor;
- Caravaggio (1571 - 1610), pictor;
- Maria Gaetana Agnesi (1718 - 1799), femeie-matematician;
- Cesare Beccaria Bonesana (1738 - 1794), jurist, economist;
- Ferdinand Carol Iosif, Arhiduce de Austria-Este (1781 - 1850), militar, guvernator al Transilvaniei;
- Giovanni Beltrami (1860 - 1926), pictor;
- Giovanni Battista Angioletti (1896 - 1961), scriitor, jurnalist;
- Enrico Maria Salerno (1926 - 1994), actor;
- Claudio Abbado (1933 - 2014), dirijor;
- Bettino Craxi (1934 - 2000), fost premier;
- Silvio Berlusconi (n. 1936), fost premier;
- Adriano Celentano (n. 1938), cântăreț;
- Diego Abatantuono (n. 1955), scenarist, actor;
- Andrea Chiesa (n. 1964), pilot de Formula 1;
- Samantha Cristoforetti (n. 1977), astronaut;
- Federica Brignone (n. 1990), schioare.